# Amtsgericht Lebach

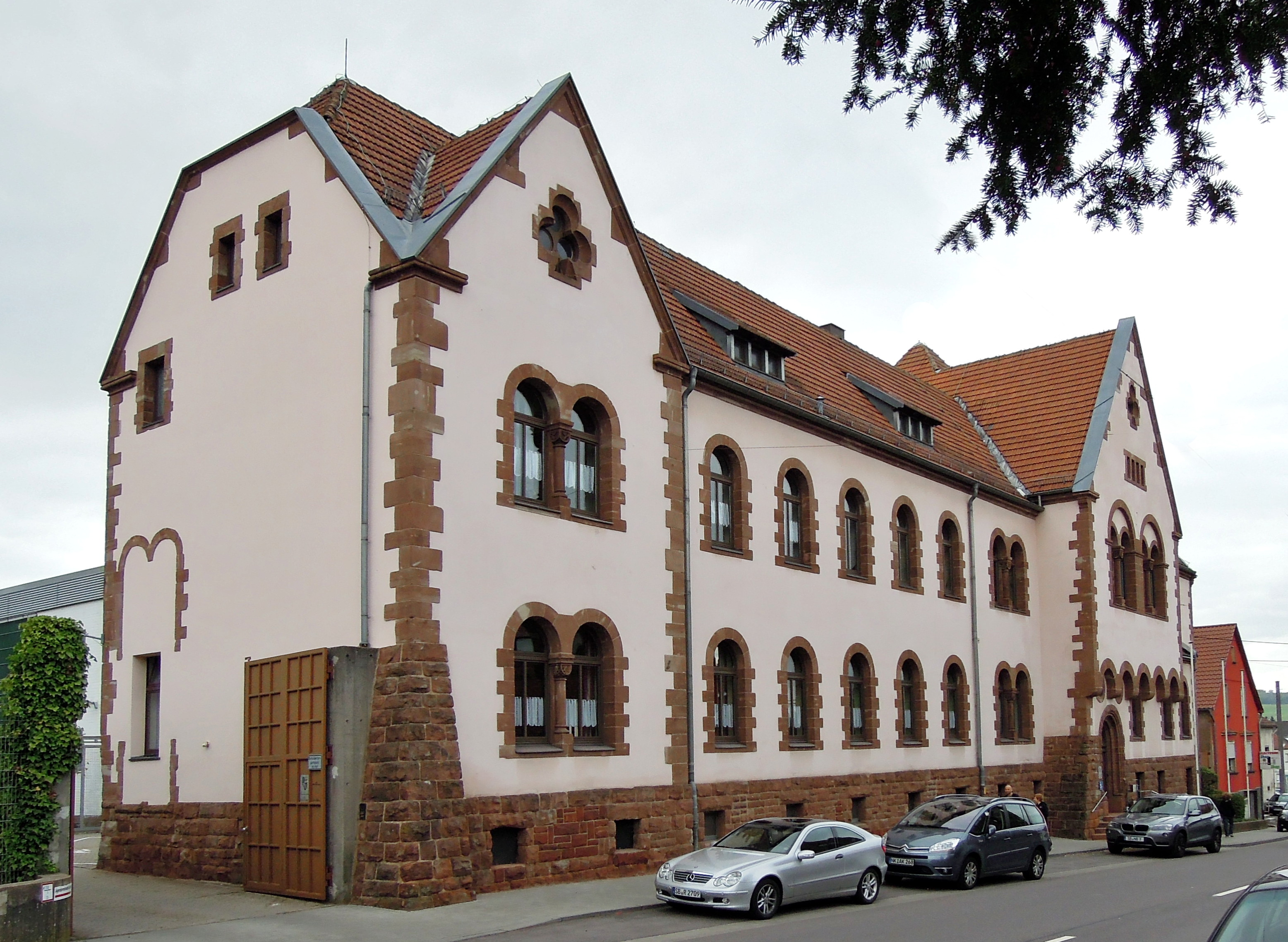
Gebäude des Amtsgerichts Lebach

Das Amtsgericht Lebach ist ein deutsches Gericht der ordentlichen Gerichtsbarkeit und eines von zehn Amtsgerichten im Bezirk des Landgerichts Saarbrücken.

## Gerichtssitz und -bezirk

Lage der Amtsgerichte in den jeweiligen Gerichtsbezirken im Saarland

Das Gericht hat seinen Sitz in der Stadt Lebach im Saarland.
Der Gerichtsbezirk umfasst das Gebiet der Stadt Lebach und das der Gemeinden Nalbach, Saarwellingen und Schmelz. Damit ist der Bezirk etwa 187 km2 groß. In ihm leben ca. 56.000 Einwohner (Stand 30. September 2017).

## Gerichtsgebäude
Das Hauptgebäude befindet sich in der Saarbrücker Straße 10 in Lebach. Mit im Gebäude befindet sich die Jugendarrestanstalt Lebach.

## Übergeordnete Gerichte
Dem Amtsgericht Lebach ist das Landgericht Saarbrücken übergeordnet. Zuständiges Oberlandesgericht ist das Saarländische Oberlandesgericht, ebenfalls mit Sitz in Saarbrücken.